# 赤星駅
赤星駅（あかぼしえき）は、愛媛県四国中央市土居町津根にある四国旅客鉄道（JR四国）予讃線の駅。駅番号はY25。

## 歴史
- 1960年（昭和35年）3月1日：国鉄の旅客駅として開設[3][4]。旅客のみ取扱う無人駅[5]。
- 1987年（昭和62年）4月1日：国鉄分割民営化により、四国旅客鉄道の駅となる[3]。

## 駅構造
単式ホーム1面1線を有する地上駅。無人駅であり、自動券売機等は設置されていないが、ホーム上には待合室がある。ホームへは駅西側の踏切脇からスロープを登って入る。

## 駅周辺
周囲は田園地帯であるが、民家も点在する。国道11号は駅南側を、愛媛県道13号線は駅北側を通っているが、共に駅からはやや離れている。
- 三福寺（新四国曼荼羅霊場第28番札所）
- 四国中央市立長津小学校
- 四国中央市立土居東認定こども園
- 国道11号
- 愛媛県道13号壬生川新居浜野田線
- せとうちバス「赤星駅前」停留所
- 面白川

## その他
- 土居三山の一つ、赤星山が駅名の由来である。
- ホームの南側に四国中央市（旧土居町）が設置した、待合室と便所が併設された建物が建っている。横には市が設けた駐輪場もある。

## 隣の駅
四国旅客鉄道（JR四国）
■予讃線
伊予寒川駅 (Y24) - 赤星駅 (Y25) - 伊予土居駅 (Y26)